# Forces d'Autodefensa del Japó
Les Forces d'Autodefensa del Japó (en japonès: 自衛隊), són les forces defensives establertes al Japó després de la fi de l'ocupació nord-americana del país després de la Segona Guerra Mundial. Durant la major part del període de postguerra aquestes forces van estar confinades a les illes del Japó per decret i no se'ls permetia desplegar-se a l'estranger. Tanmateix, en els darrers anys, i sempre sota autorització nord-americana, han participat en operacions internacionals de manteniment de la pau. Recents tensions, particularment amb Corea del Nord i la Xina, han reactivat el debat sobre l'estatus de les Forces d'Autodefensa i la seva relació amb la societat.
L'exèrcit japonès exigeix l'edat mínima de 18 anys per a participar-hi però se sap que entrena menors d'edat des dels 15 anys.

## Personal i organització
Les Forces d'Autodefensa del Japó es componen de 230.300 homes (2010), dels quals 147.737 pertanyen a la Força Terrestre d'Autodefensa, 44.327 a la Força Marítima d'Autodefensa, 45.517 a la Força Aèria d'Autodefensa i 1.849 a l'Oficina de l'Estat Major conjunt. Per la seva banda, els reservistes sumen 57.899.
D'acord amb la Llei de les Forces d'Autodefensa de 1954, l'organització de la defensa nacional cerca en tot moment que les forces armades es trobin sota un estricte control civil, resultant així un sistema militar únic al món. Tot el personal adscrit a les Forces d'Autodefensa són tècnicament civils: els uniformats són funcionaris especials i estan subordinats als funcionaris civils del Ministeri de Defensa. No hi ha secrets militars ni un codi legal militar específic; en cas que algun membre de les Forces cometi un delicte, sigui a la seva pròpia base o fora d'ella, en acte de servei o no, i de naturalesa civil o militar, aquest seria jutjat de forma convencional pel tribunal civil de la jurisdicció corresponent.

## Política de defensa
En la Política Bàsica de Defensa Nacional del Japó es marquen les següents directrius: 
- Manteniment d'una política exclusivament orientada a la defensa.
- No incrementar el poder militar per evitar recels d'altres països.
- Abstenir-se del desenvolupament d'armes nuclears i rebuig a la presència d'aquest tipus d'armes al territori nacional.
- Reforçar el control civil sobre els militars.
- Manteniment d'acords de seguretat amb els Estats Units.
- Desenvolupament dins d'uns límits de les capacitats defensives del país.

El 2011, el pressupost de defensa del Japó va ser el sisè en despesa militar del món. Un 50% d'aquesta despesa correspon als salaris del personal, mentre que la resta es dedica a subministraments, armament, renovació de material, etc. Com a mostra de la controvèrsia existent al voltant de les Forces i el seu estatus legal, ni el terme japonès 軍 amb el significat de força armada o militar, ni els vocables "militar", "exèrcit", "armada" o "força aèria" són emprats en referències oficials a les Forces d'Autodefensa.

## Article 9
En teoria, el rearmament japonès està terminantment prohibit per l'article 9 de la Constitució del Japó, el qual a més d'afirmar que "el poble japonès renuncia per sempre a la guerra com un dret sobirà de la nació, i a l'amenaça o ús de la força com a mitjà per resoldre disputes internacionals", també declara que "mai podran mantenir-se forces de terra, mar, i aire, així com qualsevol altra amb potencial bèl·lic". El Parlament (definit a l'Article 41 com "el màxim òrgan dels poders de l'Estat"), va aprovar el 1954 la constitució de les Forces d'Autodefensa. Degut al seu peculiar estatus, qualsevol intent de millorar les capacitats i el pressupost de les Forces sol ser motiu de controvèrsia política. Com les Forces d'Autodefensa del Japó tenen molt limitades les seves possibilitats d'operacions a l'exterior, amb prou feines compten amb mitjans per dur-les a terme, com ara míssils terra-terra, cossos d'infanteria de marina, unitats amfíbies, o grans arsenals. Les Ordenances de les Forces estan estrictament regulades a la Llei de Forces d'Autodefensa de 1954.

## Reformes recents
Les proves realitzades per Corea del Nord amb el seu míssil balístic Taepodong-1 sobre espai aeri japonés a l'agost de 1998, així com altres proves, juntament amb altres assumptes han portat a una escalada de tensió entre tots dos països, que al seu torn ha provocat un augment de l'interès per part del Japó a desenvolupar un sistema anti-míssils balístics. Aquest sistema, compost per naus de combat Aegis i míssils Patriot PAC-3, es troba en procés de desplegament. Així mateix s'està considerant permetre l'activació del sistema en cas d'amenaça sense necessitat de consultar el Parlament. Al desembre de 2004, Japó i els Estats Units van signar un memoràndum per a l'establiment d'un marc general de cooperació per al desenvolupament d'un sistema marítim anti-míssils.
Al novembre de 2005 van ser propostes diverses revisions de la Constitució segons les quals es crearia el Ministeri de Defensa i es podria fer referència a les Forces d'Autodefensa com a força militar per primera vegada des de la seva creació. L'expressió proposta és "Amb la intenció d'assegurar la pau i la independència del nostre país així com la seguretat de l'Estat i el poble, les Forces Militars d'Autodefensa realitzaran el seu treball a les ordres del Primer Ministre del govern com a Comandant Suprem." En els darrers anys l'esmena ha anat guanyant suport popular.
El 8 de juny de 2006, el govern japonès va enviar al Parlament una proposta per la qual s'elevava l'Agència de Defensa a la categoria de Ministeri. Aquesta proposta va ser aprovada el desembre de 2006.
Japó també ha millorat els seus llaços militars amb Austràlia, i els líders dels dos països es troben en converses per arribar a un pacte militar a Àsia de característiques similars a l'OTAN.

## Història
L'actuació de l'Exèrcit imperial japonès que va acabar amb la derrota del Japó a la II Guerra Mundial va suposar un profund i durador impacte en l'actitud de la nació cap a tot allò relacionat amb guerres, forces armades i intervencions militars en política. Aquestes actituds es van fer aparents al poble amb l'acceptació de no només el desarmament total, desmobilització i purga de tots els caps militars que ocupaven llocs d'influència pública després de la guerra, sinó també la prohibició constitucional de qualsevol rearmament. Sota les ordres del General de l'Exèrcit dels Estats Units Douglas MacArthur com a Comandant Suprem, les Forces Aliades van començar la desmilitarització i democratització del Japó. Tots els clubs, escoles i societats relacionades amb el servei militar van ser eliminades. Es va abolir l'Estat Major així com els ministeris de l'Exèrcit i la Marina, i les seves respectives forces, l'Exèrcit i l'Armada Imperials. També es va desmantellar el teixit industrial bèl·lic. Aquesta "desmilitarització forçosa" no sempre va comptar amb el beneplàcit dels japonesos, i es van realitzar sonades accions de protesta contra una política que presumiblement humiliava a la nació derrotada a la Segona Guerra Mundial.
El trauma de l'atac nuclear nord-americà va produir un gran terror al poble, terror que va acompanyar la Constitució de 1947 redactada per les autoritats nord-americanes i a on, en el seu Article 9, la nació japonesa renunciava per sempre a l'ús de la guerra com a mitjà de resolució de conflictes internacionals i declara que el Japó mai tornarà a mantenir "forces terrestres, marítimes o aèries ni cap altre potencial militar". Posteriors governs van interpretar aquests punts com una forma de conservar el dret inherent de la nació a defensar-se, de manera que, amb suport dels Estats Units, van començar el desenvolupament de les Forces d'Autodefensa, la legitimitat constitucional va ser desafiada de forma notable en els anys 70 i fins i tot als 80.

## Primers passos
Despullada de la seva capacitat militar després de 1945, la nació només comptava amb forces d'ocupació i petits grups de policia als quals havia de confiar la seva seguretat. L'escalada de tensió pròpia de la Guerra Freda juntament amb diverses vagues i manifestacions d'esquerres celebrades al Japó, van portar a alguns líders conservadors a qüestionar-se la renúncia unilateral de la nació a desenvolupar i mantenir qualsevol tipus de capacitat militar. Aquests sentiments es van intensificar el 1950 quan gran part de les tropes d'ocupació van ser enviades a la Guerra de Corea (1950-53), deixant al Japó virtualment indefens davant qualsevol acció subversiva interna, i molt conscient de la necessitat d'establir una relació mútua de defensa amb els Estats Units per garantir la seguretat exterior de la nació. Animat per les autoritats ocupants, el govern japonès va autoritzar al juliol de 1950 la creació d'una Reserva Nacional de Policia composta de 75.000 homes equipats amb armes d'infanteria lleugera.
D'acord amb els termes del Tractat de Cooperació Mútua i Seguretat entre els Estats Units i el Japó, ratificat el 1952 amb el tractat de pau que el Japó havia signat amb els Estats Units i altres països, les forces nord-americanes establertes al Japó tenien l'obligació d'afrontar qualsevol agressió externa contra el Japó, mentre que les forces japoneses, tant terrestres com marítimes, haurien d'intervenir en els problemes interns i desastres naturals. Com a conseqüència d'aquests acords, a mitjans de 1952 la Reserva Nacional de Policia va ser ampliada fins als 110.000 homes i va ser redenominada com a Forces Nacionals de Seguretat. La Força Costera de Seguretat, que havia estat organitzada el 1950 com un equivalent marítim de la Reserva Nacional de Policia, va ser transferida a l'Agència Nacional de Seguretat constituint l'embrió d'una futura Armada.
A mesura que el Japó percebia la possibilitat de rebre creixents amenaces de l'exterior sense comptar amb forces adequades per combatre-les, les Forces Nacionals de Seguretat van experimentar un gran desenvolupament que va desembocar en importants problemes polítics. La clàusula de renúncia a la guerra prevista a la Constitució va ser la base per a l'aparició d'importants objeccions polítiques a qualsevol tipus de força armada diferent d'un Cos de Policia convencional. Malgrat tot, el 1954 es van constituir tres forces separades de terra, mar i aire amb propòsits estrictament defensius subjectes al comandament del Primer Ministre.
Per evitar la reaparició del militarisme, els líders nipons van remarcar les garanties constitucionals darrere del control del Governs i els militars per part de civils, així com l'ús de termes no militars en l'estructura de l'organització i funcions de les Forces. Al principi, els carros de combat eren denominats "vehicles especials"; el departament administratiu encarregat de les Forces tenia rang d'Agència en comptes de ser un Ministeri a l'ús i les diferents branques de les forces armades van rebre els noms de Força Terrestre, Marítima i Aèria d'Autodefensa en comptes dels noms convencionals d'Exèrcit de Terra, armada i Força Aèria.
Tot i que la possessió d'armes nuclears no està explícitament prohibida en la constitució, Japó, com a única nació en el món veritablement conscient de la devastació provocada pels atacs nuclears, no va trigar a expressar la seva repulsa cap a les armes nuclears i la seva intenció de no adquirir mai. La Llei Bàsica de l'Energia Atòmica de 1956 limita la investigació, desenvolupament i utilització de l'energia nuclear per únicament fins pacífics, emanant d'ella una política nacional coneguda com els "tres principis no nuclears" (prohibició de posseir, manipular i introduir en el país armes nuclears). El 1976 Japó va ratificar el Tractat de No Proliferació d'Armes Nuclears (adoptat pel Consell de Seguretat de les Nacions Unides el 1968) i va reiterar la seva intenció de mai "desenvolupar, usar o permetre el transport d'armes nuclears a través del seu territori". No obstant això, a causa de l'alt nivell tecnològic del país i la gran quantitat de centrals nuclears operatives, Japó sol ser considerat un país "nuclearment capacitat"; per exemple, podria desenvolupar una arma utilitzable en un curt període en cas que la situació política canviés de forma significativa.

## Uniformes i insígnies
Els uniformes de vestir de les tres branques de Forces d'Autodefensa són d'estil similar als de les forces nord-americanes. Els uniformes de les Força Terrestre són de color verd oliva, el personal de la Força Marítima porta bé el clàssic uniforme de vestir blau i blanc o bé l'uniforme caqui de campanya; i el personal de la Força Aèria utilitza el mico blau típic de la Força Aèria dels Estats Units. Les Forces Terrestre i Marítima comparteixen l'uniforme de campanya, semblant al seu torn a l'utilitzat pel Bundeswehr alemany sol que amb tons més lleugers de marró i verd; per la seva part la força aèria té el seu propi camuflatge consistent en un patró marró i ocre similar a l'utilitzat per les Reals Forces Armades Holandeses. L'Arma d'adscripció dels membres de la Força Terrestre està indicada per la insígnia corresponent i un color distintiu: vermell per a la infanteria, groc per a l'artilleria pesant, taronja per a les unitats cuirassades, violeta per als enginyers, verd clar per a l'Artilleria lleugera, verd per als Serveis Mèdics, blau clar per a les unitats aèries, blau per a les companyies de senyals; marró per la Intendència, violeta fosc per a les unitats de transport, blanc per a les unitats aerotransportades i blau fosc per a la resta. La insígnia de la Força Terrestre és la sakura (flor del cirerer japonès) flanquejada per dues branques d'heura, juntament amb un galó centrat en la part inferior entre les bases de les branques; la de la Força Marítima consisteix en una àncora sota una flor de cirerer envoltada pels costats i per sota per branques d'heura; finalment, la de la Força Aèria es compon d'un àguila heràldica sota la qual se situa una estrella i una mitja lluna flanquejada per ales estilitzades.

## Reclutament i condicions de servei
El 1992, les tres branques de les Forces d'Autodefensa comptaven amb 246.400 homes en actiu als quals calia sumar 48.400 reservistes. Fins i tot activant tot aquest personal en la reserva, el país posseeix una taxa de personal militar per habitant inferior a qualsevol país de l'OTAN. De les grans nacions asiàtiques, només Índia i Indonèsia posseeixen una taxa més baixa.
Les Forces d'Autodefensa es componen en exclusiva de voluntaris. El servei militar de per si no està prohibit per llei, però molts ciutadans consideren que l'Article 18 de la Constitució del Japó, que prohibeix el servei obligat excepte com pena per la comissió d'algun delicte, estableix la prohibició legal de qualsevol forma de servei militar. Fins i tot en absència d'una interpretació tan estricta, sembla pràcticament impossible la realització de crides a files.
El personal uniformat de les Forces d'Autodefensa comença la seva carrera com a soldats o mariners, ocupació que ocuparan un temps determinat. En el cas dels reclutes de les forces terrestres solen ser dos anys, o tres per a aquells que desitgen formar-se en alguna especialitat tècnica. Per als reclutes de les forces marítima i aèria el període sol ser de tres anys. Els candidats a oficials, cadets de l'Acadèmia de la Defensa Nacional del Japó o de la Facultat de Medicina de la Defensa Nacional, així com els candidats a llocs d'especialització tècnica romanen allistats per temps indefinit. La formació en l'Acadèmia de la Defensa Nacional i en les escoles tècniques sol ser de 4 anys, mentre que a la Facultat de Medicina de la Defensa Nacional el temps s'allarga fins als 6 anys.
En el moment de la formació de les Forces d'Autodefensa, les dones només eren admeses en els serveis d'infermeria. Posteriorment les seves possibilitats van ser creixent al permetre-entrar al servei de comunicacions de la Força Terrestre el 1967 i en els de les Forces Aèria i Marítima el 1974 El 1991 les Forces d'Autodefensa comptaven amb més de 6.000 dones i podien optar al 80% dels llocs, tenint vetats aquells que requerien exposició directa al combat. La primera promoció mixta de la Facultat de Medicina de la Defensa Nacional es va graduar al març de 1991, mentre que l'Acadèmia de la Defensa Nacional va admetre dones per primera vegada el 1992.
Com a conseqüència d'un sentiment que sembla continuació de l'apatia o antipatia sorgida després de la Segona Guerra Mundial cap a les forces armades, les Forces d'Autodefensa estan trobant dificultats per reclutar nou personal. Han de competir amb els grans sous de les indústries, de manera que gran part dels allistats són voluntaris "persuadits" després d'acabar el seu període de reclutes.
Normalment són les prefectures rurals les que proporcionen un nombre més gran de reclutes a les Forces d'Autodefensa; en zones com el sud de Kyushu i Hokkaido, on les oportunitats d'ocupació són limitades, els reclutes estan ben vistos per la població, tot el contrari que en zones urbanes com Tòquio i Osaka.
A causa que tots els membres de les Forces són tècnicament civils ia més voluntaris, poden renunciar al seu lloc en qualsevol moment. Molts dels allistats es veuen atrets pels alts salaris de les ocupacions civils, de manera que els oficials de l'Agència de Defensa es queixen constantment que l'empresa privada es dediqui a intentar contractar al seu personal. Els intents de les autoritats per aturar aquestes pràctiques mitjançant amenaces de sanció a aquelles empreses amb contractes de Defensa que les realitzin. De tota manera, davant la falta de mà d'obra que pateix el país és més que probable que el problema continuï.
Alguns oficials antics consideren que els membres de les Forces actuals no són comparables amb els militars que componien les Forces Armades Imperials, si bé les Forces d'Autodefensa són normalment vistes com a professionals i capacitades. En comparació amb els seus homòlegs d'altres països, cal dir que els membres de les Forces d'Autodefensa reben una important educació i entrenament físics. L'alfabetització és universal i l'ensenyament, extensiva. El personal també és format en diferents arts marcials com el judo o el kendo, i els estàndards físics sol·licitats són molt alts i estrictes. Malgrat tot, les Forces d'Autodefensa no atreuen als joves de la mateixa manera que altres institucions del Japó. Els graduats de les principals universitats no solen entrar a les Forces, i els aspirants a ingressar a l'Acadèmia Nacional de la Defensa solen ser equiparats a aquells estudiants que intenten entrar a les universitats locals de segona fila.
Les condicions de vida dels militars fan que el començar una carrera en les Forces d'Autodefensa no sigui tan atractiu com entrar a treballar a l'empresa privada o optar a algun lloc de funcionari. Les condicions del servei actual suposen menor dignitat, prestigi i comoditat que les del servei prestat abans de la II Guerra Mundial, moment en què el militarisme al Japó estava en el seu punt àlgid i els caps militars eren considerats persones influents no només en la vida militar sinó en tots els àmbits del Govern. Per a la majoria dels membres de l'estament militar, la professió castrense ofereix un nivell de vida inferior a qualsevol ocupació civil. Aquells que decideixen entrar a les Forces d'Autodefensa solen ser considerats per la societat, com persones incapaces de trobar una feina millor.
Com a funcionaris especials, el personal de les Forces d'Autodefensa rep els seus salaris d'acord amb les escales retributives aplicades als funcionaris civils, en les quals no hi ha distinció de rang. Això porta a situacions inversemblants, sent possible que un subordinat cobri més que el seu comandant: per exemple, els suboficials més antics tenen salaris més alts que els nous oficials acabats de sortir de l'Acadèmia malgrat tenir un rang superior. Així mateix, les autoritats de Defensa no poden incloure en el seu pressupost cap partida dedicada a l'augment de sous. L'edat de retir per als alts oficials va des dels 53 als 55 anys, mentre que la de la resta oscil·la entre els 50 i 53 Sovint aquests límits són estesos com a forma de mitigar la manca de nous reclutes. A finals dels 80, l'Agència de Defensa, preocupada per la dificultat dels seus retirats per trobar una feina, començar a oferir als seus membres més grans la possibilitat d'aprendre un ofici i de ser traslladats a unitats properes als llocs on tenien pensat assentar després del seu retir. Des d'octubre de 1987, l'Associació de Col·locació de les Forces d'Autodefensa va proporcionar assistència i nous llocs de treball al personal retirat. Així mateix, aquest personal rep una pensió immediatament després d'abandonar el servei actiu, uns 10 anys abans del que ho fan els funcionaris civils convencionals. Durant la dècada dels 90 el finançament d'aquest sistema de pensions va començar a ser un problema important en produir un notable envelliment de la població.
Els beneficis dels quals gaudeix el personal de les Forces no és comparable als proporcionats als militars en actiu de les Forces Armades d'altres països desenvolupats. L'assistència sanitària s'articula al voltant d'una xarxa de centres encapçalada per l'Hospital Central de les Forces d'Autodefensa juntament amb 14 hospitals regionals i 165 clíniques en instal·lacions militars i vaixells, si bé només cobreix exàmens mèdics i el tractament de malalties i lesions sofertes en acte de servei. No compten amb privilegis econòmics o comercials com economats o altres descomptes. Un altre dels grans problemes és l'habitatge, ja que moltes vegades les autoritats prefereixen fomentar que els militars s'instal·len en barris civils propers a les casernes de millorar les instal·lacions situades dins de les bases.

## Missions i desplegament
Malgrat l'estatus del Japó com a potència mundial, la nació sempre ha descarregat la seva responsabilitat de defensa de la regió. L'haver renunciat a la guerra, a mantenir qualsevol potencial bèl·lic, i a posseir armes nuclears, va portar a pensar que el país només hauria de comptar amb la mínima estructura de defensa necessària per poder afrontar atacs de l'exterior. Dins d'aquests límits, la Llei de Forces d'Autodefensa de 1954 posa les bases de les quals han sorgit diverses formulacions sobre la missió de les Forces. La llei afirma que les forces de terra, mar i aire han de preservar la pau, la independència i la seguretat nacional mitjançant el desenvolupament d'operacions que defensin el país de qualsevol atac directe o indirecte.
El marc general de desenvolupament de les missions de les Forces d'Autodefensa es troba en la Política Bàsica de Defensa Nacional adoptada pel Govern del Japó en 1957 i encara en vigor. Segons aquest document, la seguretat nacional ha de ser preservada amb ajuda de les Nacions Unides i la cooperació internacional, estabilitzant la política interior, desenvolupant de manera gradual un sistema efectiu d'autodefensa i tractant qualsevol intent d'agressió exterior d'acord amb els acords de seguretat signats pel Japó i els Estats Units (prèviament a l'aparició de l'ONU).
Els termes tan generals que recolzen les possibles operacions militars deixen obertes diferents possibilitats d'interpretació i són fruit de crítiques sobre que la nació no compta amb una estratègia militar definida. En el Resum del Programa de Defensa Nacional de 1976, el Govern va observar que era necessari definir les diferents missions de forma més específica mitjançant diversos criteris per al manteniment i les operacions de les Forces d'Autodefensa. Segons aquestes directrius, en cas d'un atac limitat ia petita escala, les forces japoneses podria respondre de forma adequada i ràpida a la situació. Si l'atac enemic supera les possibilitats de contraatac de les Forces d'Autodefensa, aquestes intentarien retenir a l'atacant fins que els Estats Units puguin enviar efectius a ajudar. En cas d'ofensiva nuclear, Japó hauria de confiar en la capacitat dissuasiva dels Estats Units. Per complir les seves missions, les Forces d'Autodefensa poden mantenir sistemes de vigilància, preparar-se per respondre a atacs directes i indirectes, ser capaç de proporcionar suport logístic i intervenir en catàstrofes naturals.
El programa especificava quotes de personal i equipament per a cada branca de les Forces segons diverses estimacions de les seves necessitats. Així mateix es marcaven els elements particulars propis de cada missió. La Força Terrestre d'Autodefensa té per objectiu defensar la nació de qualsevol atac per terra o amenaça a la seguretat nacional podent desplegar arreu del país, així com protegir les bases del conjunt de les Forces d'Autodefensa. La Força Marítima s'encarrega d'afrontar les invasions per mar, detectar mines, patrullar i inspeccionar les aigües territorials, i guardar i defensar els ports, badies i estrets. La Força Aèria d'Autodefensa hauria de comptar amb capacitat per interceptar avions i míssils enemics, donar suport a les unitats marítimes i terrestres, fer missions de reconeixement i transport per a qualsevol unitat de les forces i mantenir unitats aerotransportades de resposta ràpida.
La Estimació a mitjà termini per al període fiscal 1986-1990 va preveure la modernització i expansió del paper de les Forces d'Autodefensa. Mentre es mantinguessin vigents els acords de seguretat entre el Japó i els Estats Units i el caràcter exclusivament defensiu marcat per la Constitució, aquest programa va emprendre una sèrie de millores moderades de les capacitats de defensa. Entre els objectius específics es trobaven la modernització de la defensa aèria mitjançant la compra de nous avions de caça i míssils terra-aire, millorar les operacions submarines amb destructors addicionals i avions de patrulla i una evolució dels serveis d'informació, reconeixement i comunicacions. Es van aconseguir gran part dels objectius del programa, si bé les marques establertes per l'estimació per al període 1991-1995 van ser de menor calat.
El paper de les Forces d'Autodefensa en els desastres naturals està definit en l'Article 83 de la Llei de Forces d'Autodefensa de 1954, sent necessari que els governadors de les prefectures sol·licitin la seva ajuda perquè intervinguin davant incendis, terratrèmols, recerques de persones desaparegudes, rescats i reforç de dics en cas d'inundacions. Les Forces d'Autodefensa mai han estat utilitzades en tasques policials, i és poc probable que alguna vegada els siguin encomanades tasques de seguretat interior en el futur.

## Manteniment de la pau
Al juny de 1992, el Parlament va aprovar la Llei de Cooperació en Missions de Manteniment de Pau de l'ONU segons la qual es permetia a les Forces d'Autodefensa participar sota bandera de l'ONU en operacions mèdiques, repatriació de refugiats, suport logístic, reconstrucció d'infraestructures, observació de processos electorals i tasques policials, sempre sota condicions molt limitades. La participació de les Forces d'Autodefensa en l'Autoritat Transitòria de l'ONU a Cambodja (UNTAC) juntament amb els esforços diplomàtics per part del Japó van contribuir a assolir els Acords de Pau de París de 1991. Al maig de 1993, 53 membres de les Forces van ser enviats a Moçambic per participar en l'operació de manteniment de pau de l'ONU a l'excolònia portuguesa. No obstant això, el desplegament de personal de les Forces fora del país segueix sent un assumpte controvertit, i alguns membres del Partit Democràtic del Japó, el principal partit de l'oposició, juntament amb altres grups polítics del Parlament, continuen oposant-se a la mobilització fora del Japó del personal de les Forces d'Autodefensa, fins i tot en missions de rescat de ciutadans japonesos.
El primer desplegament internacional realitzat sense l'abric de les Nacions Unides va tenir lloc el 2004 Les tropes van ser enviades a l'Iraq com a força de pau. El 2005 van assistir durant un breu període al poble d'Indonèsia després del tsunami de desembre d'aquest any.
El 2004, el Govern va ordenar el desplegament de les tropes japoneses a l'Iraq a instàncies dels Estats Units. El contingent de les Forces d'Autodefensa va acudir per assistir en les tasques de reconstrucció de l'Iraq encapçalades pels Estats Units.
Aquest controvertit desplegament marcar un punt d'inflexió en la història del Japó en ser la primera vegada des de la fi de la Segona Guerra Mundial que el país enviava tropes a l'estranger sense ser conseqüència d'una resolució de les Nacions Unides.
Com l'article 9 de la Constitució del Japó prohibeix el país emprar la força militar excepte en defensa pròpia, aquesta intervenció és considerada il·legal per alguns.
L'opinió pública està dividida respecte d'aquest tema, especialment si es té en compte que les tropes japoneses estan organitzades només com a mitjà de defensa, i l'operacions a l'Iraq en el millor dels casos amb prou feines tenen aquest caràcter.
Malgrat tot, l'administració Koizumi va decidir enviar tropes com a resposta a la petició dels Estats Units. Encara que s'havien desplegat soldats armats, a causa de restriccions constitucionals, les tropes van ser protegides per forces australianes. La missió estava programada fins al 10 de desembre del 2007.
Els oficials de la Força terrestre d'autodefensa del Japó van ser enviats al Nepal la darrera setmana de març de 2007 com a part d'una missió de manteniment de pau de l'ONU per negociar l'alto el foc entre les forces governamentals i els rebels comunistes. Basant-se en l'article 9, no estaven autoritzats per a participar en operacions de combat.
En una recent roda de premsa, el secretari d'Estat Nobutaka Machimura va afirmar que els ministeris de Defensa i Exteriors es trobaven en converses per crear una llei permanent que regulés el desplegament de les Forces d'Autodefensa en missions de pau fora del Japó.

## Paper en la vida nacional
L'Agència de Defensa del Japó, conscient que no podria complir els seus programes sense el suport popular, va prestar una enorme atenció a l'opinió pública. Tot i que el poble japonès seguia mantenint un cert recel cap a qualsevol tipus de força armada, a finals dels 80 l'antimilitarisme es va moderar en comparació amb els primers anys d'existència de les Forces d'Autodefensa. En aquell temps, estant encara fresca la terrible derrota a la Segona Guerra Mundial, gran part de la població havia deixat de creure que els militars podien mantenir la pau o servir a la nació. A mitjans dels 70, els records de la guerra ja s'havien diluït, i un creixent nombre de persones van començar a creure que el paper militar i diplomàtic del Japó hauria de reflectir el seu ràpid creixement econòmic. Al mateix temps, dins de l'estratègia de la Guerra Freda, els Estats Units van iniciar una política de contenció militar al Pacífic. El 1976 el director general de l'Agència de Defensa Sakata Michita demanar al Govern l'adopció del Programa Nacional de Defensa per millorar la qualitat de les forces armades i definir de forma més clara el seu paper estrictament defensiu. Perquè aquest programa fos ben rebut, va haver d'acceptar la limitació de la despesa militar a l'1% del PIB i la prohibició d'exportar armes i tecnologia militar. El programa va ser finalment aprovat pel gabinet, suport que va ser confirmat per les enquestes d'opinió, que mostraven un 60% d'acceptació popular. Durant els 70 i els 80, la qualitat de les Forces d'Autodefensa va créixer juntament amb el sentiment públic d'aprovació d'aquestes.
El novembre de 1982, Nakasone Yasuhiro, antic director general de l'Agència de Defensa, va ser triat Primer Ministre. En el seu nou càrrec va començar a rebre pressions dels Estats Units i altres nacions occidentals per modificar la política de defensa del Japó cap a posicions més fermes d'acord amb l'estatus del Japó com a gran potència econòmica i política mundial. Un fort sentiment antimilitarista va romandre en l'opinió pública, sobretot en els partits opositors. Nakasone va escollir una solució de compromís basada en el desenvolupament gradual de les Forces d'Autodefensa i un increment progressiu de la despesa militar.
En 1985 va ser presentat el Programa de Defensa a mitjà termini. Tot i que aquest programa va comptar amb el suport popular, els seus objectius no van poder ser aconseguits en necessitar superar la despesa militar l'1% del PIB per a això, limitació que seguia sent del grat de l'opinió pública.
Al principi el Govern va intentar solucionar el problema mitjançant el pagament diferit, incloent únicament en els pressupostos els costos inicials del material militar principal. No obstant això, a finals de 1986, es va fer obvi que aquest sostre de l'1% havia de ser superat de totes maneres. Així, el 24 de gener de 1987, després d'una reunió extraordinària, el Govern va decidir eliminar aquesta limitació a la despesa militar.
Una enquesta publicada al març de 1987 indicava que aquest moviment va suposar un desafiament a l'opinió pública: només el 15% aprovava l'eliminació d'aquest sostre de l'1%, mentre que el 61% directament el rebutjava. Malgrat tot, un altre estudi encarregat per l'Oficina del Primer Ministre el gener de 1988 va mostrar que un 58% de la població aprovava el pressupost militar d'un 1,004% del PIB per a l'exercici fiscal 1987.
Durant l'any 1987 el Govern japonès va revisar les diferents maneres de col·laborar amb les forces aliades en la protecció dels vaixells al golf Pèrsic. Van ser considerades diverses possibilitats, incloent l'enviament de dragaminas a la zona. No obstant això, al final, el govern va determinar que l'enviament de qualsevol tipus de força militar al Golf seria inacceptable per al poble japonès. En lloc d'això, el Govern va decidir enviar fons per finançar la instal·lació de radiobalises de navegació.
La valoració popular de les Forces d'Autodefensa va continuar augmentant en els 80: en una enquesta de 1988 més de la meitat dels enquestats es mostrava interessat en les Forces i un 76% es mostrava favorablement impressionats.
Tot i que la majoria (63,5%) era conscient que l'objectiu principal de les Forces d'Autodefensa era el manteniment de la seguretat nacional, un percentatge encara més gran (77%) considerava que l'assistència en desastres naturals era la seva funció més útil. Entre 1984 i 1988, a petició dels governadors de les prefectures, les Forces van realitzar aproximadament unes 3.100 operacions d'ajuda en desastres naturals en les quals van participar 138.000 homes, 16.000 vehicles, 5.300 aeronaus i 120 vaixells i altres embarcacions.
A més les Forces van participar en operacions de prevenció de desastres per terratrèmol i en la desactivació d'una gran quantitat d'explosius excedents de la Segona Guerra Mundial, especialment a Okinawa. Les Forces també van col·laborar en obres públiques, esdeveniments esportius, expedicions antàrtiques.
Especialment sensibles en tant al manteniment de relacions amb les comunitats properes a les bases, les Forces van construir noves carreteres, regadius i escoles. També van dotar d'aïllament acústic a les cases i edificis públics situats a prop dels seus aeròdroms. Malgrat aquestes mesures, la resistència local a les instal·lacions militars segueix sent forta en algunes àrees.

## Figures notables de les Forces d'Autodefensa
Cap de l'Estat major Conjunt: Yuji Fujinawa 

Antic cap de l'Estat Major Conjunt: Hayao Kinugasa 

Antic cap d'Estat Major de la Força Aèria: Minoru Genda